# BEAT EXPRESS
『BEAT EXPRESS』（ビート・エキスプレス）は、1986年にEPIC・ソニーが日本で初めて発売したコンピレーション・アルバム。全2枚組構成。Vol.1からVol.8、「Elegance」、「CLUB」、「ROCKS」、「X' mas eve」などの派生シリーズが、1992年まで発売された。

## 収録曲

### BEAT EXPRESS Vol.1
- 発売日：1986年11月27日
- JAN：4988010304461

1. プルシアンブルーの肖像 / 安全地帯
2. LAST SEASON / 伊豆田洋之
3. Foolish Game / 安藤秀樹
4. CRAWL / 大沢誉志幸
5. きみと生きたい / 大江千里
6. NUDE / くじら
7. G.T. / 坂本龍一
8. Shake Hip! / 米米CLUB
9. WILD HEARTS -冒険者たち- / 佐野元春
10. 失意のダウンタウン / 久保田利伸
11. DRIVING ALL NIGHT / 尾崎豊
12. 両手いっぱいのジョニー / 小比類巻かほる
13. ガラス越しに消えた夏 / 鈴木雅之
14. Special Women / THE STREET SLIDERS
15. ザ・ロンリーナイト / 小松康伸
16. まっくろけ / 爆風スランプ
17. ff (フォルティシモ) / HOUND DOG
18. GIRL / TM NETWORK
19. 誘惑ピーターパン / XIE-XIE
20. 蝋人形の館 / 聖飢魔II
21. サバンナの熱風 / 斉藤さおり
22. BREAKIN' MY HEART / THE MODS
23. 負けるもんか / BARBEE BOYS
24. 涙の理由（わけ） / Be Modern
25. RASPBERRY DREAM / REBECCA
26. 寒がりのVOICE / 原田真二
27. THE FIGHT / 宮原学
28. Long Night / 渡辺美里
29. シーズン・イン・ザ・サン / TUBE
30. Can't Look Back / 横山輝一
31. さいあいあい / ROSA LUXEMBURG
32. 追憶の少年 / LOOK

### BEAT EXPRESS Vol.2
- 発売日：1988年4月1日
- JAN：4988010313364

1. Juliet / 安全地帯
2. Mario / 安藤秀樹
3. ごめんなさい / BARBEE BOYS
4. Foolish Game / エコーズ
5. 三番目の幸せ / EPO
6. FREAKS / FENCE OF DEFENSE
7. 君にもっと近づきたくて / 原田真二
8. On The Loose / 小比類巻かほる
9. 君のためにバラードを / 稲垣潤一
10. November / 伊豆田洋之
11. 髪 / 片桐麻美
12. Sure danse / 米米CLUB
13. ONE DIMEの夢 / LOOK
14. VIRGINS / 松岡英明
15. You were mine / 久保田利伸
16. ガラスのジェネレーション / 佐野元春
17. POWER / 大江千里
18. イケナイコトカイ / 岡村靖幸
19. Lemon の勇気 / PSY・S
20. CHRISTMAS ILLUSION / PINK
21. Stand up Boy / 白井貴子 & Crazy Boys
22. ONLY ONE / 鈴木雄大
23. 君の住む街角 / 大沢誉志幸
24. MOON / REBECCA
25. TAXI / 鈴木聖美 with RATS & STAR
26. 涙のLAST NIGHT / THE MODS
27. Baby, 途方に暮れてるのさ / THE STREET SLIDERS
28. カラス / くじら
29. 瞳のなかの少年 / 種ともこ
30. RESISTANCE / TM NETWORK
31. 瞳水晶 / 遊佐未森
32. 悲しいね / 渡辺美里

### BEAT EXPRESS Vol.3
- 発売日：1988年12月14日
- JAN：4988010317669

1. LOVE ME TENDER / THE RC SUCCESSION
2. おはよう こんにちは / エレファント・カシマシ
3. だいすき / 岡村靖幸
4. GET ON / GWINKO
5. 薔薇とノンフィクション / PSY･S
6. STYLE / GRASS VALLEY
7. Annie's Café / 安藤秀樹
8. TOGETHER / 小比類巻かほる
9. TIME STOP / 米米CLUB
10. GLORIA / ZIGGY
11. リゾート / SUPER BAD
12. 天井裏から愛をこめて / ANGIE
13. ありったけのコイン / THE STREET SLIDERS
14. 夏はどこへ行った / 鈴木祥子
15. LOVE HAPPY / 小茂田理絵
16. 警告どおり 計画どおり / 佐野元春
17. COME ON EVERYBODY / TM NETWORK
18. セイラ ～SARA～ / FENCE OF DEFENSE
19. GET CRAZY! / プリンセス プリンセス
20. WINNER! / 聖飢魔II
21. ひどく暑かった日のラヴソング / 爆風スランプ
22. 使い放題tenderness / BARBEE BOYS
23. ACE BOON / THE MODS
24. チェルノブイリ / THE BLUE HEARTS
25. OLIVE / REBECCA
26. 誓書－バイブル－ / PEARL
27. MAGICAL ROCKET / ROLLIE
28. これから / 大江千里
29. Pumps Race Song / 種ともこ
30. 窓を開けた時 / 遊佐未森
31. 以心伝心 / 松岡英明
32. 君の弱さ / 渡辺美里

### BEAT EXPRESS Vol.4
- 発売日：1989年4月21日
- JAN：4988010319267

1. 10 years / 渡辺美里
2. Runner / 爆風スランプ
3. POP IS MY LIFE / De-LAX
4. 素晴らしい僕ら / ANGIE
5. 眠れない物語 / Be Modern
6. ROCKIN' OVER THE WORLD / ROLLIE
7. 僕はここに立っているよ / THE BLUE HEARTS
8. Baby, Don't Worry / THE STREET SLIDERS
9. JET BOY / BLUE ANGEL
10. ティーンエイジ ドリーム / TEENAGE NEWS
11. For Your Love ～愛を守りたい～ / THE PEPPER BOYS
12. I'M A LOSER / UNICORN
13. STAY THERE / プリンセス プリンセス
14. Again! / Pli:z (プリィーズ)
15. Answer and Question / D-PROJECT
16. ONE MORE KISS / REBECCA
17. 冒険クラブ / フェビアン
18. 地図をください / 遊佐未森
19. せいいっぱい / 安藤秀樹
20. サンデーバザール / 鈴木祥子
21. ゲンキ力爆弾 / 種ともこ
22. MY LOVER / GRASS VALLEY
23. DATA NO.6 / FENCE OF DEFENSE
24. 目を閉じておいでよ / BARBEE BOYS
25. JUST ONE VICTORY / TM NETWORK
26. あなたに会いたくて / DREAMS COME TRUE
27. Dance If You Want It / 久保田利伸
28. TONIGHT / 小比類巻かほる
29. CATCH / 松岡英明
30. 気付いた時にはせつなくて / THE BUBBLE GUM BROTHERS
31. “聖書（バイブル）” / 岡村靖幸
32. Stop & ギミーラブ / 大沢誉志幸

### BEAT EXPRESS Vol.5
- 発売日：1989年12月1日
- JAN：4988010101428

1. SUPER GIRL (Straight Remix) / REBECCA
2. 砂時計 / JUN SKY WALKER(S)
3. G / 大沢誉志幸
4. MIDNIGHT WALK / ZELDA
5. Primitive Power / 富樫明生
6. やっぱJB / THE BUBBLE GUM BROTHERS
7. 紅 / X
8. デーゲーム / UNICORN
9. 青空ドライブ / 詩人の血
10. BO GUMBOS (featuring Bo Diddley) / BO GUMBOS
11. Born in the Bad Planet / ROLLIE
12. 星のラブレター / THE BOOM
13. 蔭の中 / 篠原太郎
14. FUNK FUJIYAMA / 米米CLUB
15. 情けなくても I Love You / 安藤秀樹
16. すき (Apricot Mix) / 渡辺美里
17. DIVE INTO YOUR BODY / TM NETWORK
18. Chibi with acoustic guitar / BARBEE BOYS
19. 日本印度化計画 / 筋肉少女帯
20. ONE NIGHT STAND / ZIGGY
21. 浮雲男 / エレファント・カシマシ
22. CHAIN REACTION / FENCE OF DEFENSE
23. プレシャス・ラブ / PEARL
24. 大きな玉ねぎの下で 〜はるかなる想い / 爆風スランプ
25. 世界でいちばん熱い夏 / プリンセス・プリンセス
26. ビデオ買ってよ / カステラ
27. Kiss Kiss / 松岡英明
28. 5cm の REVOLUTION / BLUE ANGEL
29. Vegetable / 岡村靖幸
30. 蝿の王様 （シングル・バージョン） / ANGIE
31. LITTLE BOY / THE POGO
32. High Roller / 久保田利伸

### BEAT EXPRESS Vol.6
- 発売日：1990年8月1日
- JAN：4988010107826

1. SOMEDAY / 佐野元春
2. 笑顔の行方 / Dreams Come True
3. たわわの果実 / 大江千里
4. 45歳の地図【辛口生ヴァージョン】 / 爆風スランプ
5. 勇気のしるし / 牛若丸三郎太
6. 石油ストーブ / カステラ
7. 愛・オーランド / AURA
8. YOU BELONG TO ME / LINDBERG
9. THOSE WERE THE DAYS / 小暮伝衛門
10. 遊びにきてね / PSY･S
11. あー夏休み / TUBE
12. Vision / 松岡英明
13. MONSTER ROCK / 東京スカパラダイスオーケストラ
14. DREAMER / 小比類巻かほる
15. IN YOUR EYES / 伊豆田洋之
16. パパ / プリンセス プリンセス
17. サマータイム ブルース / 渡辺美里
18. 浪漫飛行 / 米米CLUB
19. 天と地と〜HEAVEN AND EARTH〜 / 小室哲哉
20. Besteira / 小野リサ
21. サボテン / くじら
22. きれいだネ / 詩人の血
23. 泳ぐ人 / 大貫妙子
24. 愛はいつも / 鈴木祥子
25. 青空に会いたい / 安藤秀樹
26. 夏草の線路 / 遊佐未森
27. Tiny Lips / ゴンチチ
28. PSYCHIC BEAT / 久保田利伸
29. プライベートホテル / 鈴木雅之
30. Peach Time / 岡村靖幸
31. BADな女 / THE STREET SLIDERS
32. おやすみ よそもの / BARBEE BOYS

### BEAT EXPRESS Vol.7
- 発売日：1991年2月1日
- JAN：4988010112127

1. ペドラーズ / 東京スカパラダイスオーケストラ
2. ドイツク (REMIX) / 詩人の血
3. BURN TO THE SKY / BAD MESSIAH
4. 男は行く / エレファント・カシマシ
5. LONDON NITE / THE MODS
6. ダイヤモンド・リル / SPARKS GO GO
7. MOON / THE BOLD
8. 僕は僕のうたを歌おう / ヒートウェイヴ
9. RUBBERS / Kabach
10. 荒川土手 / THE 真心ブラザーズ
11. ゴミ箱 / FREDERICK
12. なまずでポルカ～ビアだるポルカ / BO GUMBOS
13. HAPPY / カステラ
14. 火の玉 / くじら
15. 中央線 / THE BOOM
16. 流れのままに / 上々颱風
17. ノーマジーン〜norma jean＜reprise＞ / BARBEE BOYS
18. TIME TO COUNT DOWN / TMN
19. あいたい / 大江千里
20. OUR SONG / FUNKA HIPS ALL STARS
21. 月と密林 / 大沢誉志幸
22. あの娘ぼくがロングシュート決めたらどんな顔するだろう / 岡村靖幸
23. Again Again Again / 松岡英明
24. THINGS TO HIDE / LITTLE CREATURES
25. LIEBESFREUD－愛のよろこび－ / KRYZLER & KOMPANY
26. 夢をみた / 遊佐未森
27. おかしな午後 / 小川美潮
28. Little Love / 鈴木祥子
29. BLOUSE / 久宝留理子
30. KONOMAMAJA! / 市川陽子
31. さよならを待ってる / Dreams Come True
32. サマータイム ブルース / 渡辺美里

### BEAT EXPRESS Vol.8
- 発売日：1991年7月25日
- JAN：4988010117023

1. KUWABARA KUWABARA / Dreams Come True
2. ホールインワン / 東京スカパラダイスオーケストラ
3. Shake Hip! / 米米CLUB
4. たわわの果実 / 大江千里
5. TIME TO COUNT DOWN / TMN
6. Be wanabee / 久保田利伸
7. たとえきみがどこにいこうと / 鈴木雅之
8. WON'T BE LONG / THE BUBBLE GUM BROTHERS
9. DOWN TOWN GAME / GWINKO
10. ジュリアン / プリンセス プリンセス
11. 9.9.9 / FENCE OF DEFENSE
12. Friends or Lovers / PSY･S
13. 愛より青い海 / 上々颱風
14. 笑いとばせ 泣きまくれ / 安藤秀樹
15. ぼくは大人になった / 佐野元春
16. 卒業 / 渡辺美里
17. スターな男 / UNICORN
18. うさぎ / 16TONS
19. チェンジちゃんのテーマ / カステラ
20. SAD JUNGLE / SPARKS GO GO
21. SMILE & SMILE / AURA
22. 'CLOCK STRIKES TEN / LADIESROOM
23. 恋のロマンチック・ブギー / すかんち
24. SU･TE･KI に Feel Alright / COM-BAD'S
25. PRIVATE THEATRE / BAD MESSIAH
26. 愛で遊んでる / 詩人の血
27. GET ME, YOU / THE BOOM
28. ON MY WAY HOME / ヒートウェイヴ
29. 同級生 / THE真心ブラザーズ
30. No Time / 西薗まり
31. がんばっちゃWoman / 宮部ひかり
32. ONE / 遊佐未森

### BEAT EXPRESS Elegance
- 発売日：1989年8月2日
- JAN：4988010322069

1. ふたりのDestiny / EPO
2. 秘密にしようよ / 安藤秀樹
3. Swallow / 鈴木祥子
4. トム・ソーヤ / フェビアン
5. 夏の午後 / 小林武史
6. CIRCUIT of RAINBOW / 杏里
7. 夜を泳いで / 鈴木トオル
8. 君は知らない / 稲垣潤一
9. ファジィな痛み / PSY・S
10. MUSE / D-Project
11. Bird and Cat / GONTITI
12. 誘惑について / ピチカート・ファイヴ
13. マルイ月トゥスヰート / dip in the pool
14. 光合成・アフリカ / 種ともこ
15. ハモニカ / くじら
16. 0の丘∞の空 / 遊佐未森
17. ムーンライト ダンス / 渡辺美里
18. APPROACH / Dreams Come True
19. これから / 大江千里
20. 揺れる－I Miss You－ / 野田幹子
21. Rainy Breakfast / 内海みゆき
22. O Amor, O Ceu E O Mar（愛と空と海） / 小野リサ
23. 深い森に / 片桐麻美
24. Confession / TM NETWORK
25. 雨の日のバタフライ / 佐野元春
26. 陽だまりの下で / SING LIKE TALKING
27. 夢のかたち / 勝誠二
28. Say You Will / 鈴木聖美
29. chibi / BARBEE BOYS
30. Wink of Destiny / 大沢誉志幸
31. ラブ タンバリン / 岡村靖幸
32. Indigo Waltz / 久保田利伸

### BEAT EXPRESS Elegance Ⅱ
- 発売日：1990年1月1日
- JAN：4988010103125

1. ナポレオンフィッシュと泳ぐ日 / 佐野元春
2. ラジオが呼んでいる / 大江千里
3. まだ見えない海をさがしてる / 楠瀬誠志郎
4. 家族輪舞曲 / 大貫妙子
5. ステイションワゴン / 鈴木祥子
6. 太陽だけが知っていた / PICASSO
7. 暮れてゆく空は / 遊佐未森
8. GIFTED / 吉田美奈子
9. 砂漠の熱帯魚 / 鈴木トオル
10. 星の散歩 / 小野リサ
11. 草原に行こう / ボーイ・ミーツ・ガール
12. Romancing Story / 杉真理
13. Morning Smile / 内海みゆき
14. 1969の片想い / 稲垣潤一
15. 虹をみたかい / 渡辺美里
16. BELIEVIN' / D-Project
17. ALGO / 伊豆田洋之
18. ふたりのメロディ / EPO
19. 海辺の家 / 南佳孝
20. LADY ROXY / 土屋昌巳
21. Love Reborn / 久保田利伸
22. 別れの街 / 鈴木雅之
23. 次のテープ / 片桐麻美
24. GENIUS / 竜童組
25. 最後の手紙 / 辛島美登里
26. 熱くなれたら / 鈴木聖美
27. LAT.43°N 〜forty-three degrees north latitude〜 / Dreams Come True
28. RUNNING TO HORIZON / 小室哲哉

### BEAT EXPRESS CLUB
- 発売日：1991年9月1日
- JAN：4988010122621

1. ウイ・アー / 電気GROOVE
2. ムーブ・ザット・ボディ / テクノトロニック
3. 勇気のしるし / 牛若丸三郎太
4. ファンク,ブティック / THE COVER GIRLS
5. COME ON EVERYBODY (with Nile Rodgers) / TM NETWORK
6. アイ・ライク・ユー / カルチャー・ビート
7. Day by day / 詩人の血
8. スルー / ビクトリア・ウィルソン・ジェームス
9. CHECK YOUR MIKE / ECD
10. KNOKIN'BOOTS / キャンディーマン
11. N.I.C.E.GUY / スチャダラパー
12. IMAGINATION / HANSOUL
13. 恋のフォーミュラ / 高木完
14. アイ・キャント・テイク・ザ・パワー / OFF SHORE
15. ホエン・ウィル・アイ・シー・ユー・アゲイン / SHERRI
16. ニュー・フリーダム / P.J.
17. トレーラー・ロード・ア・ガールズ / シャバ・ランクス
18. RUN RUN RUN / CHAPPIE
19. ムーブ・トゥ・ザ・ビッグバンド / ベン・リーブランド、トニー・スコット
20. 栄光へのカウントダウン / 東京スカパラダイスオーケストラ
21. ザ・マシーン・ダンス / MACHINE
22. ムスタング#9 / ムスタングA.K.A.
23. ラブ・リアシッツ・アグリ・ハード / リヴィング・カラー
24. Oh!Met∞cha ～つまりはすべて夢のせいにすればいい / 大沢誉志幸
25. シャイン・オン / ソールド・アウト!
26. まっくろけ / BO GUMBOS
27. 愛はパワー(パワー・オブ・ラブ～ラブ・パワー) / ルーサー・ヴァンドロス
28. 自由人～ジ・オールデスト・スクール・ヴァージョン / THE BUBBLE GUM BROTHERS
29. アイム・ノット・イン・ラヴ / ウィル・トゥ・パワー
30. 砂に消えた涙～ON BUCO NELLA SABBIA / 穴井夕子

### BEAT EXPRESS X' mas eve
- 発売日：1991年11月15日
- JAN：4988010125325

1. クリスマスカ / 東京スカパラダイスオーケストラ
2. A MERRY JINGLE / プリティ・メイズ
3. サンタと天使が笑う夜 / Dreams Come True
4. SANTA CLAUS IS COMING TO TOWN / LOUIE LOUIE（ルイ・ルイ）
5. BEDTIME STORIES / 大江千里
6. White Christmas / GONTITI
7. Silent Bells / 遊佐未森・古賀森男
8. KISSING A FOOL / ジョージ・マイケル
9. THANK YOU JESUS / HELEN BAYLOR（ヘレン・ベイラー）
10. 普段着の聖夜 / 鈴木聖美
11. Lion Heart / 岡村靖幸
12. いけない子 / フランソワーズ・アルディ
13. CHRISTMAS TIME IN BLUE -聖なる夜に口笛吹いて- / 佐野元春
14. 悲しいね (Remix Version) / 渡辺美里
15. Brave New Hope / バーシア
16. Liberty / 鈴木雅之
17. いつか王子様が / SUPER SAX&L.A.VOICES VOL.3
18. CLEAN HEART / シャーデー
19. CALLING YOU / ポール・ヤング
20. 微笑みだけがそこにいる / 大沢誉志幸
21. ラスト・ウィークはN.Y.で / パトリシア・カース
22. THIS CHRISTMAS / WILLY CHIRINO（ウィリー・チリーノ）
23. NEW YORK CITY CHRISTMAS / COVER GIRLS（カバー・ガールズ）
24. KISS KISS / 松岡英明
25. 懐しき恋人の歌 / ダン・フォーゲルバーグ
26. 泣いた日 笑った日 / 安藤秀樹
27. プロミス・ミー～想い焦がれて / ビヴァリー・クレイヴェン
28. X' mas / Chara
29. MOUNTAIN CHRISTMAS / 16TONS
30. 賛美歌 / くじら
31. 窓 / 小川美潮
32. UNDER THE CHRISTMAS TREE / アルバート・ハモンド

### BEAT EXPRESS ROCKS
- 発売日：1990年8月1日
- JAN：4988010108021

1. ランドセル / JUN SKY WALKER(S)
2. MERIDIAN HIGH SCHOOL / THE BELL'S
3. 二枚でどうだ! / 宮尾すすむと日本の社長
4. 風は世界をゆらしている / DOVE
5. マグマの人よ / ANGIE
6. ゴミ / FREDERICK
7. 健康 / カステラ
8. ナイトトリッパー・イェー!! / BO GUMBOS
9. プラスチック・マン・ライフ / 久宝留理子
10. シンデレラ ちからいっぱい憂さ晴らしの歌 今夜はパーティー / 爆風スランプ
11. 珍奇男 / エレファントカシマシ
12. いつだって君のしてる事は… / FENCE OF DEFENSE
13. トマト / くじら
14. Blue Boy / SPARKS GO GO
15. SUNDAY / JETZT
16. WEEK END / X
17. HEY!! TRAVIS / THE MODS
18. ジェラシー / JUSTY NASTY
19. TWIST OF LOVE / SOFT BALLET
20. Peace of prayer / AURA
21. Bad Boy （ワ・ル・ガ・キ） / REG-WINK
22. 蜜の味 / 土屋公平
23. ゴールデンタイガー / 東京スカパラダイスオーケストラ
24. 釣りに行こう / THE BOOM
25. 恋のT.K.O. / すかんち
26. きいてる奴らがバカだから / THE真心ブラザーズ
27. LOVIN' YOU / ECHOES
28. 約束の橋 / 佐野元春
29. GROWING UP / CRACK THE MARIAN
30. KISSY FACE / CUTTING EDGE
31. 1990 （待ちわびた時） / THE POGO
32. BURNIN' LOVE / ZIGGY

### BEAT EXPRESS ROCKS Ⅱ
- 発売日：1991年8月23日
- JAN：4988010122829

1. Slide / THE FLIPPER'S GUITAR
2. Deep Kiss / FENCE OF DEFENSE
3. シャラララ・シャラダダ / 詩人の血
4. NEED YOUR LOVE / LITTLE CREATURES
5. Rain Song / Kabach
6. 終わらない夢 / JETZT
7. エンゼル / くじら
8. のんだくれビリー / リクオ
9. 何処へ行く / FREDERICK
10. 魂の裏庭から / ヒートウエイヴ
11. 同級生 / THE真心ブラザーズ
12. 流れ星兄弟 / 東京スカパラダイスオーケストラ
13. 豊かな想像 / SKAFUNK
14. 100万つぶの涙 / THE BOOM
15. Let it be / 上々颱風
16. Let's Go / ムスタング A.K.A
17. SPRING from concerto / クライズラー&カンパニー
18. HIP! HIP! HIP! / レゼルブ
19. スチャダラパーのテーマ PT.2 / スチャダラパー
20. QUE SERA SERA / SUPER BAD
21. アリサ・マイ・ラブ / 宮尾すすむと日本の社長
22. 夢からさめて / THE BOLD
23. YESTERDAY / AURA
24. カラッカゼ / 佐久間学
25. 鋼鉄の夜 / 16TONS
26. DON'T LET ME DOWN / SPARKS GO GO
27. スターな男 / UNICORN
28. 盗まれた瞳 / JUSTY-NASTY
29. 'CLOCK STRIKES TEN / LADIES ROOM
30. シティサバンナ / BAD MESSIAH
31. ねない / カステラ
32. 首つり台から / THE BLUE HEARTS

### BEAT EXPRESS ORIGINAL KARAOKE VOX  for MEN
- 発売日:1991年3月21日
- JAN:4988010112325
- 17～32は、1〜16のオリジナル・カラオケを収録。
- 「GET WILD '89（カラオケ）」は、「7inch Version」基調となっている。

1. 大迷惑 / UNICORN
2. 浪漫飛行 / 米米CLUB
3. ENDLESS RAIN / X
4. GET WILD '89 / TM NETWORK
5. そして僕は途方に暮れる / 大沢誉志幸
6. 天使たちのLesson / 楠瀬誠志郎
7. ガラス越しに消えた夏 / 鈴木雅之
8. カルアミルク / 岡村靖幸
9. 大きな玉ねぎの下で 〜はるかなる想い / 爆風スランプ
10. 魚ごっこ / BO GUMBOS
11. 君はTVっ子 / THE BOOM
12. 二枚でどうだ! / 宮尾すすむと日本の社長
13. せつなくて～オホーツクにたたずむ男 / アンドレ中村とオホーツク・ボーイズ
14. ドリーミング・ナウ / AURA
15. 蝋人形の館 / 聖飢魔Ⅱ
16. 勇気のしるし / 牛若丸三郎太

### BEAT EXPRESS ORIGINAL KARAOKE VOX  for WOMEN
- 発売日:1991年3月21日
- JAN:4988010112523
- 17～32は、1〜16のオリジナル・カラオケを収録。

1. 笑顔の行方 / Dreams Come True
2. Hold On Me / 小比類巻かほる
3. Precious Heart / 松田聖子
4. GAME / 宮沢りえ
5. ロンリー・チャップリン / 鈴木聖美 with RATS&STAR
6. CHANCE! / 白井貴子
7. 地図を下さい / 遊佐未森
8. 笑顔で愛してる / 種ともこ
9. 大好きなシャツ（1990旅行作戦） / 渡辺満里奈
10. おかしな午後 / 小川美潮
11. 友達でいい / 谷村有美
12. Little Love / 鈴木祥子
13. よくばりなウィークエンド / GWINKO
14. 流れのままに / 上々颱風
15. ラ・ランバーダ / 内海みゆき
16. 鉄骨娘 / 鷲尾いさ子と鉄骨娘

### BEAT EXPRESS ballad 150min
- 発売日:1991年3月21日
- JAN:4988010113322

1. M / プリンセス プリンセス
2. Indigo Waltz / 久保田利伸
3. ハモニカ / くじら
4. もう恋は。 / 谷村有美
5. HAZY MOON / BAD MESSIAH
6. 夢の中 / BO GUMBOS
7. 未来予想図Ⅱ / Dreams Come True
8. 手紙 / 爆風スランプ
9. 風の鏡 / PSY・S
10. ANGEL / THE MODS
11. 夜明け前 / UNICORN
12. 幼い日 / ヒートウェイヴ
13. 僕の森 / 遊佐未森
14. 僕がどんなに君を好きか、君は知らない / 楠瀬誠志郎
15. 友人のふり / 岡村靖幸
16. EGGS / ECHOES
17. ふたりの理由 / 佐野元春
18. 跳べ模型ヒコーキ / 渡辺美里
19. TENDER IS THE NIGHT / TMN
20. せいいっぱい (Strings Version) / 安藤秀樹
21. うちひしがれても / THE BUBBLE GUM BROTHERS
22. KI・REI / 種ともこ
23. 白い奇蹟 / 聖飢魔Ⅱ
24. 雨 / TETSU100%
25. なぜだか / 詩人の血
26. からたち野道 / THE BOOM
27. 「序曲」夢のちまた / エレファントカシマシ
28. 窓 / 小川美潮
29. あの空に帰ろう / 鈴木祥子
30. これから / 大江千里

### BEAT EXPRESS SINGLE! SINGLE! SINGLE!
- 発売日:1992年9月1日
- JAN:4988010131524

1. 誰かが君のドアを叩いている / 佐野元春
2. －EST / THE SHAMROCK
3. 恋はあせらず / 松岡英明
4. 砂漠の太陽 / プリンセス・プリンセス
5. CRAZY CLOUDS / NOKKO
6. バースデイ ボーイ / 渡辺満里奈
7. 紺色の時 / 森田浩司
8. ビーナスたちのシエスタ / 郷ひろみ
9. 君と歩きたい / 楠瀬誠志郎
10. I Feel / To Be Continued
11. アルバイト・デイズ / 神崎まき
12. DON'T LOOK BACK / FENCE OF DEFENSE
13. ルーシーはムーンフェイス / SPARKS GO GO
14. それだけでうれしい / THE BOOM＆矢野顕子
15. 漁夫の利 / GONTITI
16. 花のように鳥のように / 上々颱風
17. Eyes to me / Dreams Come True
18. 愛してる / 米米CLUB
19. 忘れられなくて / 大沢誉志幸
20. 泣いちゃいそうだよ / 渡辺美里
21. 涙2 (LOVEヴァージョン) / 爆風スランプ
22. 放課後はいつもパーティ / 東京パフォーマンスドール
23. NO TOY / CHARA
24. GRACE / 遊佐未森
25. 夢のふるさと / 伊豆田洋之
26. はじまりの予感 / 安藤秀樹
27. ウレシイの素 / 小川美潮
28. SUPER FOLK SONG / 矢野顕子
29. あなたを知っているから / 鈴木祥子
30. 僕たちの結婚 / 辻仁成
31. 恋のミラクルサマー / すかんち
32. 背徳の瞳 / V2